# L'Odyssée des Zoombinis
 (août 2016).
Si vous disposez d'ouvrages ou d'articles de référence ou si vous connaissez des sites web de qualité traitant du thème abordé ici, merci de compléter l'article en donnant les références utiles à sa vérifiabilité et en les liant à la section « Notes et références ».
L'Odyssée des Zoombinis fait partie d'un ensemble de trois jeux vidéo, les Zoombinis.

## Le récit
Un jour, les Boursouflos vinrent à la rencontre des Zoombinis et leurs proposèrent d'augmenter leur patrimoine, faisant un marché avec eux. Mais les étrangers détournèrent les enjeux du marché à leur avantage, et bientôt, les Zoombinis furent réduits en esclavage. Ne pouvant plus supporter leurs conditions de vie, les Zoombinis décidèrent de fuir Zoombinîle pour aller fonder, loin de tout souci, un nouvel habitat : Zoombiniville.

## La règle
Le but du jeu est d'escorter tout le peuple des Zoombinis par caravane de seize individus au cours d'un voyage basé sur des épreuves de logique. Il y a quatre niveaux de difficulté.
Au début de la partie, le joueur choisit lui-même les Zoombinis qu'il souhaite sauver en fonction de leurs caractéristiques, sachant que deux Zoombinis identiques, tout au plus, seront acceptés. Ce choix a son importance dans la suite du jeu, car les différences entre les Zoombinis influencent sur la difficulté de la majorité des épreuves.
Le joueur peut donner des noms lui-même aux Zoombinis, s'il le souhaite ; sinon, un nom lui sera donné aléatoirement. Le joueur peut également régler le son associé au Zoombini en cliquant sur l'image de celui-ci. Les Zoombinis ont quatre caractéristiques qui les différencient. Parmi chacune d'entre elles, cinq gênes sont disponibles : 
- Pour les cheveux : cheveux ébouriffés, queue-de-cheval, cheveux courts, houpette, cheveux longs avec une casquette ;
- Pour les yeux : yeux ouverts, un seul œil, yeux mi-clos, lunettes de vue, lunettes de soleil ;
- Pour la couleur du nez : vert, orange, rouge, violet, bleu ;
- Pour les pieds : chaussures, rollers, ressort, deux roues, hélice.

Le nombre de Zoombinis différents est donc de 54, soit de 625. Sachant que chaque Zoombini peut avoir un jumeau, le nombre total de Zoombinis peut théoriquement atteindre le nombre de 1 250, mais Zoombiniville attend seulement 625 Zoombinis — le compte atteint, il devient impossible de sauver des Zoombinis supplémentaires du jeu.
Le jeu est conté par un narrateur. Celui-ci explique l’histoire des Zoombinis au début de la partie, puis commente certains endroits du jeu en donnant des conseils, notamment les transitions entre deux épreuves d’un parcours, ou bien l’arrivée dans les abris ou à Zoombiniville. Le joueur peut faire appel à ce narrateur lors d'une étape en appuyant sur une touche spécifique ; il lui parlera et l'aidera.

## Les différentes étapes
Au cours de leur voyage, les Zoombinis vont devoir traverser trois grandes étapes elles-mêmes divisées en trois mini-jeux de logique pour parvenir enfin à Zoombiniville.
Les Zoombinis partent de leur île, traversent les trois épreuves de la première étape «Le Gros, la Brute et le Gourmand» avant d'arriver à l'«Abri du Rocher». Puis le joueur a ensuite le choix entre deux voies, le « Marais Quajeux » ou bien la « Forêt de Chaussée » qui les amènent à l'«Abri de Grozarbre». Enfin, le joueur fait entamer à ses petits protégés la dernière étape du voyage en passant par les « monts du Désespoir » avant d'arriver, enfin, à Zombiniville.
Les abris sont des endroits où les Zoombinis peuvent se reposer. Ils sont utilisés comme des lieux de stockage. En effet, lors des épreuves de logique, il est possible de «perdre» un ou des Zoombinis. Ces derniers reviennent alors au dernier point de contrôle passé par le joueur – soit les abris –, sauf dans le premier parcours où les Zoombinis perdus se retrouvent de nouveau sur leur île. Afin que le gameplay soit efficace dans les jeux, pour poursuivre l'aventure à partir des abris, il est impératif d'avoir un groupe de seize Zoombinis. Ainsi, le joueur peut en laisser autant qu'il le souhaite aux abris pour aller escorter un nouveau groupe de Zoombinis à un autre abri — ou à Zoombinîle —, éventuellement pour pouvoir continuer la partie avec un nombre suffisant de Zoombinis, les seize places attribuées aux Zoombinis poursuivant l'aventure étant modulables.
La difficulté du jeu est progressive : la première fois qu'un groupe de Zoombinis passe, le chemin est vert donc facile, au passage suivant il devient jaune, puis orange et enfin rouge pour le chemin le plus difficile. Sachant qu'il y a 625 Zoombinis à faire passer, la majorité du jeu se fait donc en très difficile, et il devient alors compliqué d'arriver à faire passer seize Zoombinis à chaque étape.

### Le Gros, la Brute et le Gourmand

#### Les Gorges Allergiques
Pour cette première épreuve, les Zoombinis arrivent devant un gouffre traversé par deux ponts. En dessous de chaque pont, un visage est gravé. Il faudra que les Zoombinis franchissent le gouffre en empruntant un des deux ponts présents. Cependant, les gorges sous les ponts ne laissent passer qu’un certain type de Zoombini, le critère de sélection se basant sur les éléments physiques des petites créatures. Par exemple, une gorge n’acceptera que les Zoombinis au nez de couleur verte et rouge. Pour découvrir la logique, il faut placer un Zoombini devant un pont, et observer la réaction de la gorge. Si le Zoombini arrive de l’autre côté, il sert de référence pour savoir quels Zoombinis faire passer par la suite. En revanche, s’il ne correspond pas aux critères de sélection, la gorge située sous le pont éternuera et renverra le malheureux à son point de départ, faisant par la même occasion voler un des poteaux permettant aux ponts de tenir. Ainsi, le nombre de piquets détermine le nombre d’erreur que le joueur peut se permettre. Si tous les poteaux tombent dans le vide, les ponts ne tiennent plus et les Zoombinis qui ne seraient pas passés restent coincés de l’autre côté, contraints de rebrousser chemin vers l’ile.

#### Les Grottes de Passe-Clos
Les Zoombinis arrivent ici devant une grotte comportant quatre entrées. En haut et au milieu de chaque chemin menant aux quatre ouvertures se trouve un gardien de pierre ; Lazuli, Rocco, Caillasse et Gravasse. Ces quatre gardiens fonctionnent sur le même principe de sélection que les Gorges Allergiques. Ainsi, lorsqu’un Zoombini s’engage sur une des voies, il peut être refoulé par le premier ou le second gardien s’il ne correspond pas aux critères de sélection de cette entrée de la grotte. Le gardien s’agite et fait chuter le Zombini indésirable qui retombe en bas du chemin. Au bout d’un certain nombre d’échec, à force de trembler la grotte laisse tomber un éboulis devant les chemins, barrant la route aux Zoombinis qui ne sont pas rentrés. Contrairement aux gorges qui ne font que renifler et éternuer, les gardiens de pierre commentent leurs actions, qu’ils laissent passer ou non les Zoombinis. Ainsi on découvre une personnalité différente pour chaque gardien. Au premier niveau de difficulté, seulement deux grottes sont actives, l’accès aux quatre entrées se faisant aux niveaux de difficulté supérieurs.

#### La Hutte à Pizzas
Sur la route, les Zoombinis rencontrent de féroces mangeurs de pizza ressemblant à des arbres, appelés «pizzosaures» : Vésuvio, Lapinaille et Gorgonzo. Le but de ce mini-jeu est de créer une pizza satisfaisant les attentes des pizzosaures pour qu'ils les laissent passer. Pour cela, le joueur devra choisir sur une machine spéciale quels ingrédients incorporer à la pizza. Une fois la pizza générée, elle est présentée aux pizzosaures qui indiquent si oui ou non ils apprécient la garniture.
Au premier niveau, il n’y a qu’un seul vorace à nourrir et moins d’options sur la machine. Au niveau de difficulté le plus élevé, trois pizzosaures sont présents et on doit également choisir la garniture de la glace qui accompagne la pizza, sachant que chaque pizzosaure a ses propres goûts et qu’il faut donc produire une recette spécifique pour chacun d’eux. Lorsqu’une pizza est présentée, si le pizzosaure apprécie ce qu’il voit, il se saisit du plateau et le jette sur le rocher qui lui correspond pour indiquer au joueur qu’il aimerait avoir cette saveur dans son plat, mais qu’il manque encore quelque chose. Il peut y avoir trois ingrédients au maximum en mémoire sur le rocher, sinon la dernière pizza créée remplacera la première à avoir été jetée sur le rocher. En revanche s’il y a au moins un ingrédient qui lui déplait, la pizza est jetée dans un trou commun non loin. Au bout d’un certain nombre de pizzas jetées à la suite dans la fosse, le pizzosaure envoie valdinguer le Zoombini qui lui apportait le plat, l'éliminant de l'épreuve. Lorsque le plat lui convient, le pizzosaure prend le plateau et se place sur son rocher. Une fois que tous les pizzosaures sont satisfaits, la voie est libre.

### Premier abri: L'Abri du Rocher
Enfin, les Zoombinis arrivent sur le premier abri où ils ne devront pas résoudre d’énigmes. Si l’équipe est toujours au nombre de seize, le joueur peut choisir de repartir immédiatement, après avoir sauvegardé sa progression, éventuellement. Sinon, les Zoombinis vont devoir être stockés dans la paroi rocheuse du campement en attendant que le joueur amène de nouveaux Zoombinis pour compléter le groupe existant. Ils sont rangés chacun dans une case, vingt-cinq par tableau sachant que la paroi peut pivoter pour laisser apparaître d’autres tableaux. Une fois qu’il y a seize Zoombinis au minimum sur le site, le joueur peut choisir lesquels disposer sur les galets au sol afin de reprendre l’aventure qui ici se divise : on peut en effet choisir son chemin, sachant qu’ils sont équivalents et que le choix est donc une pure question d’affinité du joueur. Dans tous les cas, après trois nouveaux mini-jeux, les Zoombinis arriveront à l’abri suivant, l’Aire de Grozarbre.
La zone est interactive : il est possible d’appuyer sur différents éléments du décor pour voir de petites animations amusantes et distrayantes par exemple sur les braises, dans le creux de l’arbre au premier plan, etc.

### Le Marais Quajeux

#### Le Bac du Père Mathieu
Ici, il faut répartir les Zoombinis sur un bac afin qu’ils puissent traverser l’étendue d’eau. La règle fixée par le Père Mathieu est simple : pour que deux Zoombinis puissent s’assoir côte à côte, il faut qu’ils aient au minimum un caractère physique en commun, sinon, c’est l’exclusion du bateau par son propriétaire. La difficulté nait de l’agencement des sièges sur le bac, imposant à un Zoombini plus ou moins de voisins, mais aussi de l’équipe de Zoombinis du joueur : s’ils sont tous trop différents, il est possible qu’il n’y ait pas de configuration satisfaisante pour embarquer tout le monde, le bac partira alors sans les malheureux qui n’auront pas pu prendre place à bord. Il n’y a pour ce jeu pas de nombre maximum d’essai, au joueur de trouver la meilleure configuration et de décider quand partir, abandonnant ou non quelques camarades en chemin qui retourneront à l’Abri du Rocher.

#### La Mare des Trépidants Têtards Tatoués
Les Zoombinis sont de nouveau confrontés à un obstacle aqueux. Cette fois-ci, pour franchir la rivière, il leur faudra chevaucher des grenouilles qui, en sautant de nénuphar en nénuphar, les amèneront sur l’autre rive. Les nénuphars sont disposés tel un quadrillage sur l’eau. Ils peuvent avoir des formes différentes et sur chacun d’eux est dessiné un symbole avec une couleur donnée. On retrouve ces éléments sur chaque grenouille : par exemple une grenouille pour la couleur rose, une pour la forme de nénuphar en trèfle et une autre pour le symbole fleur. Ainsi, la grenouille fleur ne peut sauter que sur des nénuphars sur lesquels est dessinée une fleur, mais indépendamment de la forme du nénuphar ou de la couleur du symbole. Chaque grenouille ne prend qu’un Zoombini à chaque voyage et peut accomplir au maximum deux voyages. Au début il suffit de trouver le bon chemin qui amènera une grenouille d’une rive à l’autre.
À une difficulté plus élevée, le joueur dispose d’une baguette magique lui permettant d’intervertir deux nénuphars pour générer les chemins à emprunter. Cependant, la baguette dispose d’une jauge limitée de magie, il faut donc bien choisir quels nénuphars intervertir et à quel moment. Si une grenouille est lancée sur les nénuphars mais que son chemin ne mène pas à l’autre rive, elle va tourner en boucle sur le quadrillage et le Zoombini sur son dos sera perdu pour ce niveau et contraint de retourner à l’abri précédent comme ceux resté sur le rivage de départ. Si plusieurs grenouilles tournent en rond, elles peuvent finir par se bloquer mutuellement, s’arrêtant complètement sur les nénuphars et bloquant parfois le chemin d’autres grenouilles en stationnant sur les nénuphars sur lesquels elles auraient dû passer.

#### La Fosse de Monte Pierre
Pour remonter le lit de la rivière, les Zoombinis doivent être répartis sur un damier aux cases hexagonales en fonction de leurs ressemblances, un peu comme sur le bac du Père Mathieu, à ceci près qu’ici il y a des impératifs de positionnement initiaux. Par exemple, il peut être imposé que sur la première ligne, les deux Zoombinis côte à côte aient les mêmes cheveux. Lorsque la liaison entre deux cases sur lesquelles sont posés des Zoombinis est correcte, les cases deviennent rouges ou bleus, sinon elles restent grises. Au joueur de trouver la bonne configuration pour illuminer toutes les cases. S’il ne trouve pas et qu’il appuie sur le bouton continuer, seules les cases rouges ou bleus s’élèveront et permettront à ceux perchés sur elles de continuer, les autres rebroussant chemin jusqu’à l’Abri du Rocher.

### La Forêt de Chaussée

#### Les Nizibooms
«Niziboom» est l'anagramme de «Zoombini». Cette tribu, ersatz des Zoombinis, sont également caractérisés par leurs cheveux, yeux, nez et pieds.
Les Nizibooms bloquent la route aux Zoombinis. Pour passer, il faut faire descendre les trois Nizibooms assis au-dessus de la ruche afin que les abeilles attaquent le reste de la tribu, qui s'enfuira. Chaque Niziboom est associé à un Zoombini, et, lorsqu’un Zoombini est à découvert, le Niziboom associé saute immédiatement de son perchoir pour le poursuivre. Il faut bien observer quel Niziboom poursuit quel Zoombini afin d'établir entre eux le lien des caractéristiques physiques et de savoir quels Zoombinis pourront faire descendre les trois Nizibooms sur la branche de la ruche.
Lorsqu'un Zoombini est poursuivi par un Niziboom, sa seule échappatoire est de grimper sur une autre branche de l'arbre. Au bout d’un certain nombre d’essais, la branche sur laquelle se réfugient les Zoombinis est remplie, et de la place doit se libérer. Les malheureux qui sont sur l'extrémité de la branche doivent donc descendre, et se font courser à nouveau. À ce moment-là, le Zoombini sort du jeu et doit retourner à l'Abri du Rocher.
Lorsque la branche est libre et les abeilles délogées, elles attaquent les Nizibooms en leur faisant peur — par exemple, elles se disposent pour donner la forme d'une paire de ciseaux, d'un éclair ou une flèche.

#### L'Hôtel du Temps compté
Devant les Zoombinis se dresse un imposant mur de bois constitué de différents troncs d’arbres. La propriétaire de cet hôtel, Ursula, invite les Zoombinis à prendre du repos dans ses chambres avant qu’il ne fasse nuit.
Le but est de «ranger» tous les Zoombinis dans les chambres leur correspondant, le critère de sélection étant basé sur les caractéristiques physiques des petits êtres. À chaque échec, le Zoombini retombe au sol et le temps imparti au joueur diminue. Lorsque le temps est écoulé, les Zoombinis qui n’ont pas trouvé leur chambre sont perdus par le joueur et retournent à l’Abri du Rocher. Le temps ne diminue pas de manière continue, le joueur perd des minutes uniquement lorsqu’il commet une erreur dans le classement des Zoombinis.
Dans une difficulté supérieure, Ursula a condamné quelques chambres, ce qui force le joueur à trouver une nouvelle caractéristique commune pour que tous les Zoombinis puissent passer la nuit à l'hôtel. Cela rend le jeu fort difficile.

#### La Muraille des Signes
Les Zoombinis arrivent à présent devant un mur de pierre quadrillé. Trois Zoombinis sont placés sur une sorte de support avec un ressort. Le but est de projeter les Zoombinis de leur support par-dessus la muraille en visant les bonnes cases du mur de pierre avec de la boue. Sur le mur de pierre, il y a autant de points sur certaines cases qu'il y a de Zoombinis. Chaque case peut avoir entre zéro et trois points. Si une case avec deux points est touchée, alors deux Zoombinis seront lancés. Pour lancer de la boue, le joueur utilise une machine. Cette machine génère des boules que l’on peut colorer et arborer d’un symbole. Chaque case du quadrillage possède une coordonnée qui correspond à la couleur de la boule, et une autre au symbole dessiné dessus. Il s’agit donc de trouver la correspondance entre l'abscisse et l'ordonnée du quadrillage et la couleur et le symbole de la boule.
La machine ne produisant pas de terre à volonté, le nombre d’essai est donc limité pour découvrir la logique. Dès que la machine ne peut plus produire de boules, les Zoombinis restants sont obligés de rebrousser chemin jusqu’à l’abri, perdus par le joueur.
Dans les niveaux plus élevé, le quadrillage comporte une troisième dimension, représenté par un plus grand nombre de case. Par conséquent, il devient possible de choisir également la couleur du symbole, en plus de la couleur générale de la boule.

### Second abri: L'Aire de Grozarbre
Les Zoombinis arrivent enfin au second abri. Comme pour le précédent, il est possible de stocker des Zoombinis dans les cases de l’arbre. De nouvelles animations dans le décor sont disponibles pour divertir le joueur avant de repartir pour la dernière étape du voyage.

### Les Monts du Désespoir

#### La Tanière du Sphinx
Pour passer devant le sphinx, les Zoombinis doivent se positionner en file indienne dans un ordre précis basé sur leurs caractéristiques physiques. Si un Zoombini est posé sur la dalle qui correspond au classement, il restera dessus. Au contraire, s’il n’est pas bien positionné, la dalle de pierre pivote faisant glisser le Zoombini dans un trou, puis le faisant ressortir sur la dalle appropriée. Lorsque cet évènement se produit, un des piquets retenant la grille à l’entrée de la grotte se détache. Si tous les piquets sont retirés, la grille tombe devant les Zoombinis non placés sur les dalles. Ces derniers retourneront alors à l’aire de Grozarbre.
Aux premiers niveaux de difficulté, l'ordre de classement est indiqué sur le mur de la grotte, intégralement ou en partie. Aux niveaux de difficulté plus élevés, le joueur doit découvrir par lui-même l’ordre dans lequel poser ses Zoombinis. Dans ce cas-là, il devient obligatoire de commettre au moins une erreur, car l'endroit où ressortira le Zoombini fautif donne un indice sur l'ordre de classement.

#### Le Piège de Cristal
Dans cette caverne, le but pour les Zoombinis est de franchir un petit gouffre à l’aide de wagonnets. Il y a un Zoombini sur chaque wagon. Avant qu'un Zoombini déposé sur une des embarcations ne puisse entamer son trajet sur les rails, le joueur doit trouver le reflet du Zoombini en question et l'afficher sur un cristal grâce à une manette. Ainsi, d’un côté du cristal s’affiche l’image du Zoombini sélectionné, et, de l'autre, c'est le reflet choisi par le joueur qui s'affiche. Si les images coïncident, le cristal se soulève, laissant la voie libre au Zoombini sur son wagonnet. Par contre, si les images ne sont pas les mêmes, le cristal s’abaisse et le Zoombini se cogne dessus, ce qui le fait tomber dans un trou — le joueur l'a alors perdu, et le Zoombini retourne à l'Aire de Grozarbre.
Le joueur choisit les reflets parmi d'autres, qui ressemblent, hormis un détail, au Zoombini en question. Cela met le joueur en doute. Il doit faire en sorte de ne pas se tromper, et de choisir l'image adéquate.
À une difficulté plus grande, d'autres reflets doivent interférer avec les images. Ces reflets, représentant des caractéristiques particulières, changent l'image finale reflétée sur le cristal. Le joueur peut choisir les sous-reflets, changer leur place — le but de jeu en reste inchangé, et le joueur est complètement mis en doute, devant prêter plus grande attention au reflet.

#### Le Gouffre des Véhibules
Les Zoombinis doivent à présent traverser un gouffre surmonté d’une grille immatérielle. Pour cela, les Zoombinis vont voyager au-dessus du précipice à l’intérieur d’une bulle qui répond aux lois dictées par le quadrillage. Par exemple, si une bulle passe au-dessus d’une case avec une flèche indiquant la droite, la bulle tournera à droite. Les flèches peuvent changer de direction à chaque fois qu'un Zoombini passe au-dessus, ou bien si un autre Zoombini passe au-dessus d’une case de la couleur correspondant à celle de la flèche. Quelquefois, les indications données par les cases concernent les caractéristiques physiques des Zoombinis. Certaines cases du damier représentent un vortex : si un Zoombini passe sur cette case, sa bulle sera aspirée et le Zoombini tombera dans le trou. Alors, le Zoombini est perdu par le joueur et revient à l'Aire de Grozarbre. Il est également possible de perdre des Zoombinis si deux bulles entrent en collision ; ce sont les deux Zoombinis qui sont alors perdus.
Une machine crée des bulles autour des Zoombinis, qui peuvent être engagés sur différentes voies.
Cette épreuve met à contribution le sens de priorité du joueur. Les interrupteurs impliquent le passage de Zoombinis ayant des caractéristiques spécifiques en premier ou en alternance. À une difficulté plus élevée, de nombreux paramètres sont pris en compte, et le joueur doit planifier chaque chemin pour réussir à sauver tous les Zoombinis.

### Zoombiniville
Lorsque les Zoombinis ont réussi à passer les Monts du Désespoir, ils arrivent à Zoombiniville. Le premier tableau montre un petit panneau de bois indiquant la direction de Zoombiniville, ainsi que sa population ; le nombre d’habitants sur le panneau est incrémenté de 1 à chaque Zoombini qui passe devant.
Le second tableau montre une prairie accueillante où les Zoombinis vont pouvoir bâtir leur nouvelle ville, Zoombiniville. Au fur et à mesure que leurs compagnons arrivent, les Zoombinis vont construire des bâtiments pour célébrer les traversées à chaque niveau de difficulté, comme un kiosque, une caserne, une horloge — pour un total de seize bâtiments. Ainsi, au fur et à mesure de son avancée, le joueur pourra apprécier de nouveaux bâtiments.